# Plumbeno
Plumbeno es un material generado por una sola capa de átomos de plomo mediante un proceso similar al del grafeno, el siliceno, el germaneno y el estaneno, al alto vacío y a temperatura elevada para depositar una capa de átomos de plomo en un sustrato. Películas delgadas de alta calidad de plumbeno han revelado estructuras bidimensionales de aspecto de panal. Científicos de India emprendieron las investigaciones iniciales de este material. Luego han sido continuadas en otros países.

## Preparación y estructura
En abril de 2019, J. Yuhara et al. informaron la deposición de un grosor de un átomo simple por crecimiento epitaxial por haces moleculares mediante un método de segregación sobre una superficie de paladio en una red de Bravais con índices de Miller (111). La estructura fue confirmada por medio de microscopía de efecto túnel (STM, sigla en inglés), la cual reveló una estructura apanalada casi plana. No hay evidencia de islas tridimensionales. Se nota un teselado nanoestructural único sobre «terrazas» de aspecto de espuma poliédrica de relleno  reducida a una dimensión 2D. Este aspecto semeja el de la estructura de burbuja Weaire-Phelan de la fachada del “Cubo de agua” de los juegos olímpicos de Pekín.

## Propiedades
Mediante cálculos ab initio se han determinado propiedades electrónicas y ópticas del plumbeno, que indican una banda prohibida de 0.4 eV.